# لیمبو (فیلم ۲۰۰۴)
«لیمبو» (انگلیسی: Limbo (2004 film)) یک فیلم است که در سال ۲۰۰۴ منتشر شد.